# Шаса (Селаж)
Шаса (рум. Șasa) — село у повіті Селаж в Румунії. Входить до складу комуни Ілянда.
Село розташоване на відстані 377 км на північний захід від Бухареста, 49 км на північний схід від Залеу, 66 км на північ від Клуж-Напоки.

## Населення
За даними перепису населення 2002 року у селі проживали 90 осіб, усі — румуни. Усі жителі села рідною мовою назвали румунську.